# Manuel Neuer
Manuel Peter Neuer (ur. 27 marca 1986 w Gelsenkirchen) – niemiecki piłkarz, występujący na pozycji bramkarza w niemieckim klubie Bayern Monachium. W latach 2009–2024 reprezentant Niemiec. Wychowanek FC Schalke 04.
Uważany przez wielu za jednego z najlepszych bramkarzy w historii piłki nożnej. Złoty medalista Mistrzostw Świata 2014, Mistrzostw Europy U-21 2009, brązowy medalista Mistrzostw Świata 2010. Uczestnik Mistrzostw Świata 2018 i 2022, a także Mistrzostw Europy 2012, 2016 2020 i 2024. Dwukrotny zdobywca Ligi Mistrzów UEFA z Bayernem Monachium w sezonie 2012/2013 i 2019/2020. Zwycięzca FIFA The Best 2020 w kategorii Najlepszy Bramkarz świata.

## Kariera klubowa

### FC Schalke 04
Manuel Neuer urodził się w Gelsenkirchen, a piłkarską karierę rozpoczynał w FC Schalke 04. Przeszedł przez wszystkie szczeble drużyn juniorskich, aż w 2003 trafił do rezerw Schalke grających w Regionallidze – jednak spadł z nimi do Oberligi i przez rok grywał na szczeblu czwartoligowym. W sezonie 2005/2006 został przesunięty do pierwszej drużyny Schalke jako zmiennik Franka Rosta. W sezonie 2006/2007 zadebiutował w Bundeslidze – 19 sierpnia w wygranym 1:0 wyjazdowym meczu z Alemannią Aachen. Natomiast w 10. kolejce w meczu z Bayernem Monachium znów zagrał w pierwszej jedenastce i grał na tyle dobrze, że trener Mirko Slomka postawił na niego, zaś Frank Rost musiał odejść do Hamburger SV. W całym sezonie rozegrał 27 ligowych spotkań i wywalczył z Schalke wicemistrzostwo Niemiec.
W sierpniu 2010 został ogłoszony kapitanem zespołu. W sezonie 2010/2011 Neuer zdobył Puchar Niemiec, wystąpił w przegranym półfinale Ligi Mistrzów UEFA z Manchesterem United i wraz z drużyną zajął 10. miejsce w Bundeslidze. 20 kwietnia 2011 klub potwierdził, że Neuer nie przedłuży wygasającego po sezonie 2011/2012 kontraktu i po sezonie odejdzie z FC Schalke. Łącznie w barwach Schalke 04 rozegrał 203 mecze, w tym 156 spotkań zaliczył w Bundeslidze.

### Bayern Monachium
1 czerwca 2011 za około 25 mln euro przeszedł do Bayernu Monachium, z którym podpisał pięcioletni kontrakt, do czerwca 2016. W barwach Bayernu zadebiutował 1 sierpnia w meczu Pucharu Niemiec przeciwko Eintrachtowi Brunszwik, zachowując czyste konto. W półfinale Ligi Mistrzów 2011/2012 z Realem Madryt obronił 2 rzuty karne wykonane przez: Cristiano Ronaldo i Kakę. Natomiast w finale przegranym przez Bayern po serii rzutów karnych strzelił gola na 3:2 z karnego. Rok później zdobył to trofeum, gdzie w finale „Bawarczycy” pokonali Borussię Dortmund 2:1. Wraz z klubem zdobył także mistrzostwo Niemiec. 30 sierpnia 2013 zagrał przeciwko Chelsea w meczu o Superpuchar Europy UEFA. Mecz zakończył się wynikiem 2:2 po dogrywce, a w serii rzutów karnych Neuer obronił strzał Romelu Lukaku. Neuer został wybrany piłkarzem roku według francuskiego „L’Equipe” za rok 2014. Ponadto został po raz uznany za najlepszego bramkarza na świecie według IFFHS. 12 stycznia uplasował się na 3. pozycji w plebiscycie Złotej Piłki FIFA, za Cristiano Ronaldo i Lionelem Messim. 2 kwietnia 2016, dzięki czystemu kontu w meczu z Eintrachtem Frankfurt (1:0), Neuer skończył mecz bez straconej bramki po raz 150. w 311 meczach w Bundeslidze. W maju 2017, po decyzji Philippa Lahma o zakończeniu kariery piłkarskiej, Neuer został mianowany nowym kapitanem drużyny. 13 września wystąpił w swoim 100. meczu w rozgrywkach Ligi Mistrzów przeciwko Anderlechtowi (3:0).
14 stycznia 2020 został uznany najlepszym bramkarzem dekady 2011–2020 według IFFHS, a także znlazł się w jdenastce dekady 2011–2020. 26 maja 2020 wystąpił w swoim 400. spotkaniu w Bundeslidze, rozgrywając mecz przeciwko Borussii Dortmund. 23 sierpnia 2020 zachował czyste konto w finale Ligi Mistrzów UEFA z Paris Saint-Germain, po raz drugi zdobywając trofeum Ligi Mistrzów. 5 lutego 2022 w wygranym meczu 21. kolejki Bundesligi z RB Leipzig (3:2), Neuer wyrównał rekord Olivera Kahna (310) pod względem liczby zwycięstw w lidze niemieckiej. 19 marca 2022 Neuer pobił rekord Olivera Kahna pod względem liczby zwycięstw w lidze niemieckiej, zostając samodzielnym rekordzistą z 311 zwycięstwami w Bundeslidze. 10 grudnia 2022, podczas jazdy na nartach złamał nogę, co spowodowało jego absencję do końca sezonu. 12 stycznia 2024 rozegrał 500. mecz w barwach Bayernu, występując w wygranym 3:0 meczu z TSG Hoffenheim. 5 marca 2024, dzięki zachowanemu czystemu kontu w wygranym 3:0 meczu Ligi Mistrzów z Lazio, Neuer wyrównał rekord Ikera Casillasa, który zachowywał czyste konto w 57 meczach. 

## Kariera reprezentacyjna

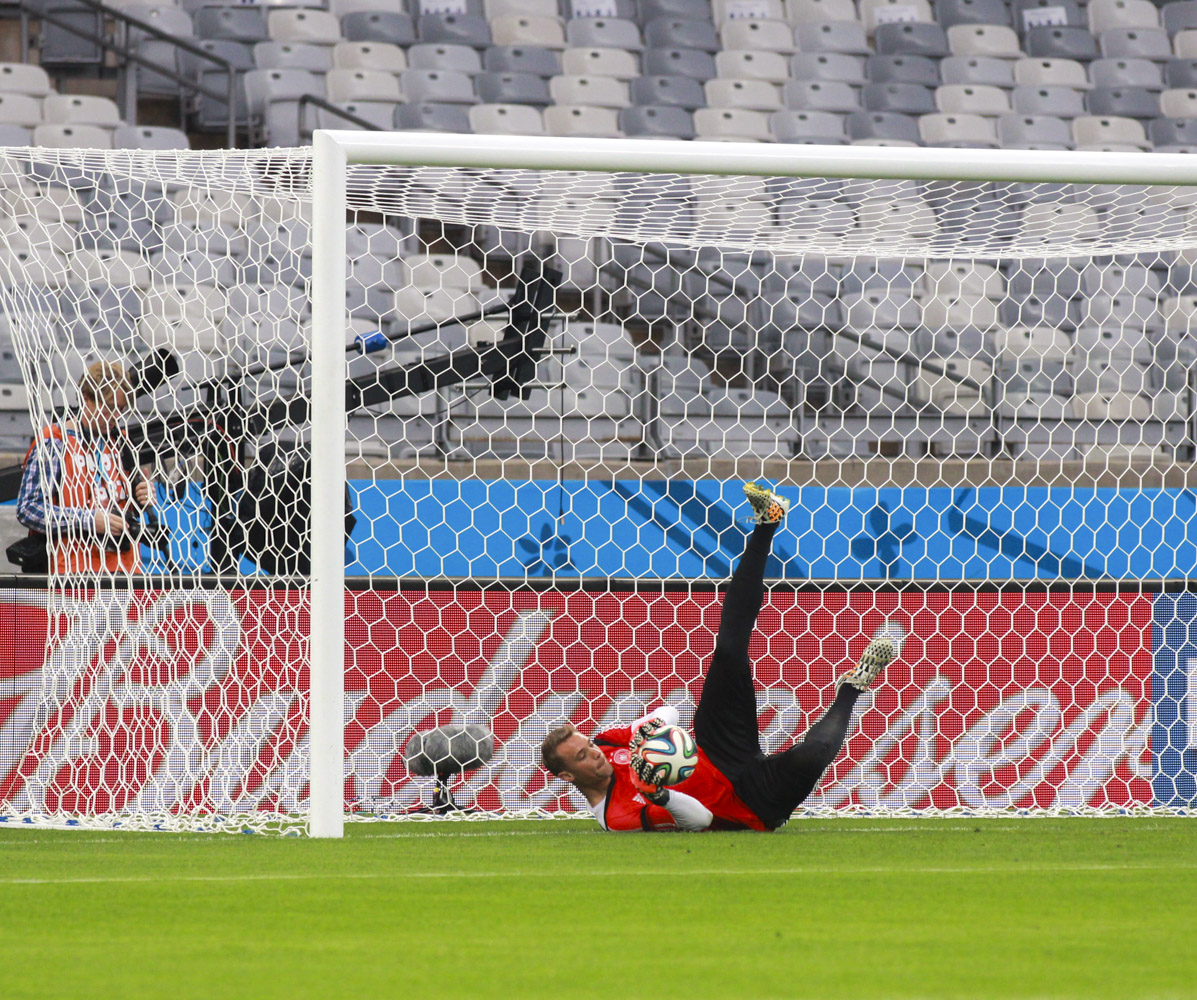
Manuel Neuer podczas treningu reprezentacji Niemiec

W młodości występował w młodzieżowych reprezentacjach Niemiec U-18 (1 mecz), U-19 (11 meczów), U-20 (4 mecze), oraz U-21 (20 meczów). W 2009 wraz z reprezentacją U-21 zdobył mistrzostwo Europy. Po kontuzji René Adlera, został powołany przez selekcjonera Joachima Löwa na Mistrzostwa świata 2010, na którym zdobył wraz z drużyną brązowy medal. W meczu z Anglią zaliczył asystę przy golu Miroslava Klose. Dwa lata później wystąpił na Mistrzostwach Europy 2012 w Polsce i na Ukrainie, w których Niemcy dotarli do półfinału, w którym przegrali 2:1 przeciwko reprezentacji Włoch. 2 czerwca 2014 został powołany na Mistrzostwa Świata 2014 w Brazylii. W pierwszym meczu grupowym bramkarz zachował czyste konto, a niemiecka drużyna wygrała z Portugalią 4:0. 13 lipca zagrał w finale Mistrzostw Świata z reprezentacją Argentyny, gdzie jego drużyna wygrała 1:0, a gola zdobył w 113. minucie meczu Mario Götze. Neuer otrzymał wówczas nagrodę dla najlepszego bramkarza turnieju. Ponadto otrzymał także złote rękawice.
7 czerwca 2021, w wygranym 7:1 towarzyskim meczu z Łotwą, Neuer rozegrał 100. spotkanie w barwach reprezentacji Niemiec.

## Statystyki

### Klubowe
(aktualne na 21 października 2024)
| Klub               | Sezon              | Liga               | Liga  | Liga   | Puchar Niemiec | Puchar Niemiec | Europa | Europa | Inne  | Inne   | Suma  | Suma   |
| Klub               | Sezon              | Liga               | Mecze | Bramki | Mecze          | Bramki         | Mecze  | Bramki | Mecze | Bramki | Mecze | Bramki |
| ------------------ | ------------------ | ------------------ | ----- | ------ | -------------- | -------------- | ------ | ------ | ----- | ------ | ----- | ------ |
| FC Schalke 04      | 2005/2006          | Bundesliga         | 0     | 0      | 0              | 0              | 0      | 0      | 0     | 0      | 0     | 0      |
| FC Schalke 04      | 2006/2007          | Bundesliga         | 27    | 0      | 0              | 0              | 0      | 0      | 3     | 0      | 30    | 0      |
| FC Schalke 04      | 2007/2008          | Bundesliga         | 34    | 0      | 3              | 0              | 10     | 0      | –     | –      | 47    | 0      |
| FC Schalke 04      | 2008/2009          | Bundesliga         | 27    | 0      | 2              | 0              | 5      | 0      | –     | –      | 34    | 0      |
| FC Schalke 04      | 2009/2010          | Bundesliga         | 34    | 0      | 5              | 0              | –      | –      | –     | –      | 39    | 0      |
| FC Schalke 04      | 2010/2011          | Bundesliga         | 34    | 0      | 6              | 0              | 12     | 0      | 1     | 0      | 53    | 0      |
| FC Schalke 04      | Ogólnie            | Ogólnie            | 156   | 0      | 16             | 0              | 27     | 0      | 4     | 0      | 203   | 0      |
| Bayern Monachium   | 2011/2012          | Bundesliga         | 33    | 0      | 5              | 0              | 14     | 0      | –     | –      | 52    | 0      |
| Bayern Monachium   | 2012/2013          | Bundesliga         | 31    | 0      | 5              | 0              | 13     | 0      | 1     | 0      | 50    | 0      |
| Bayern Monachium   | 2013/2014          | Bundesliga         | 31    | 0      | 5              | 0              | 12     | 0      | 3     | 0      | 51    | 0      |
| Bayern Monachium   | 2014/2015          | Bundesliga         | 32    | 0      | 5              | 0              | 12     | 0      | 1     | 0      | 50    | 0      |
| Bayern Monachium   | 2015/2016          | Bundesliga         | 34    | 0      | 5              | 0              | 11     | 0      | 1     | 0      | 51    | 0      |
| Bayern Monachium   | 2016/2017          | Bundesliga         | 26    | 0      | 4              | 0              | 9      | 0      | 1     | 0      | 40    | 0      |
| Bayern Monachium   | 2017/2018          | Bundesliga         | 3     | 0      | 0              | 0              | 1      | 0      | 0     | 0      | 4     | 0      |
| Bayern Monachium   | 2018/2019          | Bundesliga         | 26    | 0      | 3              | 0              | 8      | 0      | 1     | 0      | 38    | 0      |
| Bayern Monachium   | 2019/2020          | Bundesliga         | 33    | 0      | 6              | 0              | 11     | 0      | 1     | 0      | 51    | 0      |
| Bayern Monachium   | 2020/2021          | Bundesliga         | 33    | 0      | 1              | 0              | 8      | 0      | 4     | 0      | 46    | 0      |
| Bayern Monachium   | 2021/2022          | Bundesliga         | 28    | 0      | 1              | 0              | 9      | 0      | 1     | 0      | 39    | 0      |
| Bayern Monachium   | 2022/2023          | Bundesliga         | 12    | 0      | 0              | 0              | 3      | 0      | 1     | 0      | 16    | 0      |
| Bayern Monachium   | 2023/2024          | Bundesliga         | 23    | 0      | 1              | 0              | 9      | 0      | 0     | 0      | 33    | 0      |
| Bayern Monachium   | 2024/2025          | Bundesliga         | 6     | 0      | 1              | 0              | 2      | 0      | 0     | 0      | 9     | 0      |
| Bayern Monachium   | Ogólnie            | Ogólnie            | 351   | 0      | 42             | 0              | 122    | 0      | 15    | 0      | 530   | 0      |
| Ogólnie w karierze | Ogólnie w karierze | Ogólnie w karierze | 507   | 0      | 58             | 0              | 149    | 0      | 19    | 0      | 733   | 0      |

### Reprezentacyjne
(aktualne na dzień 21 października 2024)
| Reprezentacja | Rok     | Mecze | Bramki |
| ------------- | ------- | ----- | ------ |
| Niemcy        |         |       |        |
| 2009          | 2       | 0     |        |
| 2010          | 13      | 0     |        |
| 2011          | 10      | 0     |        |
| 2012          | 11      | 0     |        |
| 2013          | 8       | 0     |        |
| 2014          | 13      | 0     |        |
| 2015          | 6       | 0     |        |
| 2016          | 11      | 0     |        |
| 2017          | 0       | 0     |        |
| 2018          | 10      | 0     |        |
| 2019          | 8       | 0     |        |
| 2020          | 4       | 0     |        |
| 2021          | 12      | 0     |        |
| 2022          | 9       | 0     |        |
| 2023          | 0       | 0     |        |
| 2024          | 7       | 0     |        |
| Ogólnie       | Ogólnie | 124   | 0      |

## Sukcesy

### FC Schalke 04
- Puchar Niemiec: 2010/2011
- Puchar Ligi Niemieckiej: 2005

### Bayern Monachium
- Mistrzostwo Niemiec: 2012/2013, 2013/2014, 2014/2015, 2015/2016, 2016/2017, 2017/2018, 2018/2019, 2019/2020, 2020/2021, 2021/2022, 2022/2023, 2024/2025
- Puchar Niemiec: 2012/2013, 2013/2014, 2015/2016, 2018/2019, 2019/2020
- Superpuchar Niemiec: 2012, 2016, 2017, 2018, 2020, 2021, 2022, 2025
- Liga Mistrzów UEFA: 2012/2013, 2019/2020
- Superpuchar Europy UEFA: 2013, 2020
- Klubowe mistrzostwa świata: 2013, 2020

### Niemcy
Mistrzostwa świata
- Mistrzostwo: 2014
- 3. miejsce 2010

Mistrzostwa Europy
- 3. miejsce 2012, 2016

### Niemcy U-21
Mistrzostwa Europy U-21
- Mistrzostwo: 2009

### Wyróżnienia
- Złota Piłka FIFA (3. miejsce): 2014[40]
- Najlepszy Bramkarz UEFA: 2020[41]
- Piłkarz Roku w Niemczech: 2011[42], 2014[43]
- Piłkarz roku w FC Schalke 04: 2007, 2009, 2010
- Piłkarz roku według L’Équipe: 2014[44]
- Piłkarz dekady UEFA według IFFHS (3. miejsce): 2011–2020[45]
- Bramkarz dekady według IFFHS: 2011–2020[22]
- Bramkarz Roku według IFFHS: 2013[46], 2014[16], 2015[47], 2016[48], 2020[49]
- Najlepszy bramkarz Ligi Mistrzów UEFA: 2019/2020[50]
- Sportowiec roku na świecie w plebiscycie AIPS: 2014[51]
- Sportowiec roku w Europie w plebiscycie AIPS: 2014[52]
- Drużyna Roku UEFA: 2013[53], 2014[54], 2015[55], 2020[56]
- Drużyna roku na świecie według IFFHS: 2020[57]
- Drużyna dekady na świecie według IFFHS: 2011–2020[58]
- Drużyna dekady UEFA według IFFHS: 2011–2020[59]
- Drużyna sezonu Ligi Mistrzów UEFA: 2013/2014[60], 2015/2016[61], 2019/2020[62]
- Drużyna sezonu Bundesligi: 2012/2013[63], 2013/2014[64], 2014/2015, 2015/2016, 2016/2017[65], 2020/2021, 2021/2022[66]
- Drużyna sezonu European Sports Media: 2011/2012[67], 2012/2013[68], 2014/2015[69]
- Jedenastka Roku FIFA FIFPro: 2013[70][71], 2014[72], 2015[73], 2016[74]
- Drużyna marzeń Mistrzostw Europy: 2012[75]
- Złote rękawice Mistrzostw świata: 2014[76]
- Najlepsza jedenastka Mistrzostw świata: 2010[77], 2014[78]

### Rekordy
- Bramkarz z największą liczbą występów w historii finałów Mistrzostw świata: 19 meczów[c][79]
- Najwięcej zwycięstw w historii Bundesligi: 322 zwycięstwa (w 478 meczach)[d][27]
- Najwięcej meczów z czystym kontem w historii Bundesligi: 223 mecze[e][80]

## Odznaczenia
- Srebrny Liść Laurowy (2014)[81]
- Order Zasługi Nadrenii Północnej-Westfalii (2019)[82]
- Order Bawarski Zasługi (2021)[82]